# Productivité marginale
La production d'un bien ou d'un service est le résultat de la combinaison d'autres biens (telles les matières premières et l'énergie) et de « services » rendus par le travail et des biens durables (machines, équipements, locaux, etc.), qualifiés d'intrants ou d'inputs en microéconomie, de facteurs de production en macroéconomie. On appelle productivité marginale d'un intrant (ou d'un facteur de production) l'augmentation de la quantité de production provoquée par l'augmentation d'une unité de cet intrant (ou de ce facteur de production), la quantité des autres intrants demeurant inchangée – condition toutes choses égales par ailleurs (ou ceteris paribus). Quand la relation entre intrants et produit est donnée par une fonction mathématique – une fonction de production –, alors la productivité marginale de l'intrant i est caractérisée par la dérivée partielle, par rapport à sa i-ème variable, de la fonction de production. 

## Productivité moyenne et productivité marginale
On appelle productivité moyenne la quantité produite par unité de facteur employée. Pour la déterminer, on fait le rapport de la production finale et du nombre d'unités de facteur de production employées à cet effet. Par exemple, la productivité moyenne du travail (PML) est telle que {\displaystyle PM_{L}={\frac {Q}{L}}} avec {\displaystyle Q} la valeur créée par l’entreprise et {\displaystyle L} le nombre d’heures de travail.
Mais cette définition pose un problème. En effet, la productivité moyenne du travail peut être élevée pour deux raisons : 
- parce que le capital ou le travail est efficace ;
- parce que le capital est utilisé en grande quantité.

La valeur est en fait créée par la combinaison des deux facteurs. Or ici, on rapporte la valeur créée à la quantité d’un seul des deux facteurs. C’est pourquoi on parle parfois de productivité apparente. 
Pour dépasser ce problème, on peut différencier la contribution de chaque facteur à la contribution de richesses dans l’entreprise. Il faut donc regarder comment évolue la production de l’entreprise si la quantité de travail utilisée augmente, la quantité de capital restant constante. 
On appelle productivité marginale (du travail) l’augmentation de la production de l’entreprise liée à l’utilisation d’une unité supplémentaire (de travail), la quantité des autres facteurs de production (de capital, par exemple) restant constante. 

## Formalisation mathématique
Soit {\displaystyle F\colon {\begin{cases}\mathbb {R^{+}} \longrightarrow \mathbb {R^{+}} \\x\longmapsto F(x)\end{cases}}} une fonction de production définie à partir d'un ensemble d'intrants représentés par le vecteur {\displaystyle x=(x_{1},x_{2},...,x_{n})}. 
Supposons que ces intrants soient infiniment divisibles (on peut faire varier leur quantité de manière infinitésimale). On note {\displaystyle Pm_{x_{i}}} la productivité marginale de l'intrant {\displaystyle i} ({\textstyle i\in [\![1;n]\!]}) et on a : 
{\displaystyle Pm_{x_{i}}={\frac {\partial F(x)}{\partial x_{i}}}}. 
La productivité marginale de l'intrant {\displaystyle i} (cela pourrait être du travail par exemple, où on ferait varier sa quantité de l'ordre de quelques secondes) est donc l’augmentation de la valeur créée par l’entreprise liée à une augmentation infinitésimale de la quantité d'intrant {\displaystyle i} utilisée, la quantité de tous les autres intrants étant constante. 

## Une notion controversée
La notion de productivité marginale transpose au niveau de la production celle d'utilité marginale, relative à la consommation. Mais alors qu'on peut parler raisonnablement de l'augmentation de l'utilité, ou de la satisfaction, provoquée par la consommation supplémentaire d'un bien, il n'en est pas de même en ce qui concerne l'effet de l'augmentation d'un des ingrédients intervenant dans la production, en supposant les autres inchangés. Car, en règle générale – si ce n'est toujours – les biens produits sont le résultat de plusieurs matières premières ou « services ». Le boulanger qui travaille « un peu plus » pour augmenter sa production de pain ne pourra le faire que s'il fait appel à plus de farine (et d'énergie, de levure, etc). Pour augmenter la production à l'aide d'un outil ou d'une machine supplémentaire, il faudra faire appel à du travail et des matières premières supplémentaires. Si on l'exclut d'office, comme le suppose la définition même de la productivité marginale, alors celle ci ne peut qu'être nulle - la production ne peut augmenter si un seul intrant (input) le fait. La productivité marginale est nulle, sauf cas exceptionnel - tel un travailleur qui fournit une heure de service supplémentaire sans faire appel à rien d'autre de plus que son temps de travail.     
Pour surmonter cette difficulté fondamentale, certains évoquent le cas où seul un intrant  entrerait en compte (exemple des bergers qui gardent un troupeau de moutons de Alfred Marshall). D'autres, comme John Bates Clark, supposent que la forme des autres facteurs de production (en l'occurrence le capital) se modifie pour, en quelque sorte, s'adapter à la variation de l'un d'entre eux (le travail, en l'occurrence ), sans que leur quantité globale ne soit modifiée. Clark parle de la « transmutation » du capital. George Stigler évoque la « métamorphose » de 10 pelles en 11 pelles « plus petites ou moins durables » quand on rajoute un travailleur supplémentaire à une équipe de 10 personnes qui creusent une tranchée. Exemples qui n'arrivent guère à convaincre, ce qui n'empêche pas l'omniprésence, du moins dans les écrits théoriques, aussi bien en microéconomie qu'en macroéconomie, de la notion de productivité marginale. Ce qui peut s'expliquer, en partie, par les possibilités offertes au traitement mathématique par le calcul de dérivées partielles (notamment la recherche  d'extremums). Une autre explication provient de la place essentielle que joue la productivité marginale dans la théorie de la répartition néoclassique. 
La question de la pertinence de la notion de productivité marginale est étroitement associée à celle de la substituabilité des intrants, qui est donnée, par définition, par un rapport de productivité marginales – l'effet de l'augmentation de la quantité d'un intrant est « compensée » (production inchangée) par la diminution de la quantité d'un autre. Ce qui n'a aucun sens si les productivités marginales sont nulles. 